# 龍湖地產
龙湖集团（港交所：0960）是一家中國的房地產開發公司，於1994年在重慶成立，后迁至北京，主要業務是在中國各地發展高端住宅及商業物業，以营造豪宅和别墅见长。

## 历史

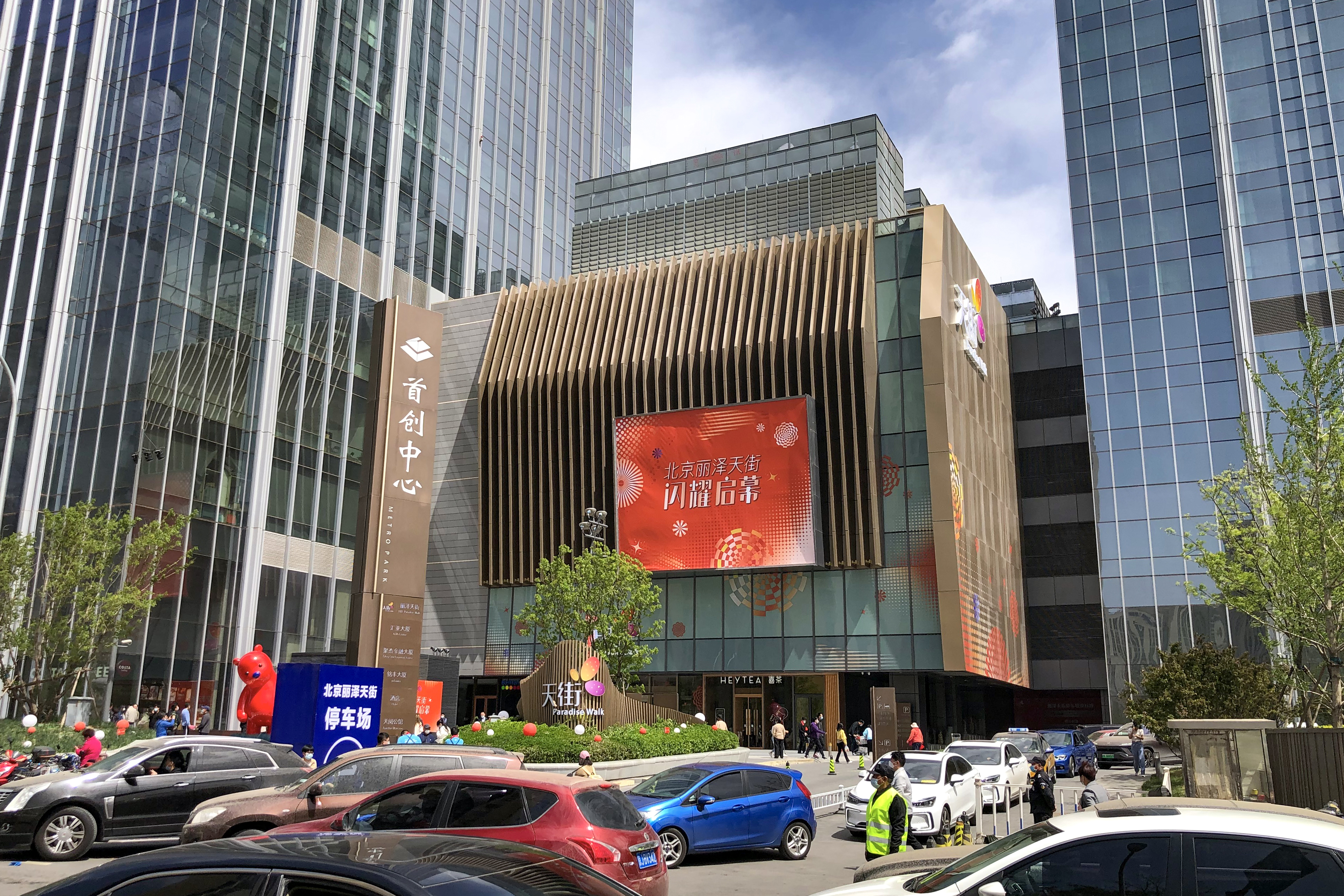
首创龙湖北京丽泽天街

2000年，龍湖地產首次进入商业地产领域。2003年，位於重慶的北城天街開幕，这是龍湖地產在中国的首个天街式购物中心（龍湖天街）。
2009年11月，龍湖地產在香港進行公開招股，集資最多達71億港元，公司並引入淡馬錫控股、新加坡政府投資公司、中銀投資有限公司（BOCGI）、平安保險及香港置地為基礎投資者。而索羅斯旗下基金亦以2億港元認購龍湖地產。
龍湖地產於11月19日於香港交易所上市，收報 8.01元，較招股價7.07元上升13.3%。
龍湖地產於2011年8月15日宣佈，吳亞軍將只會擔任董事會主席一職，而邵明曉則委任首席執行官一職。
2012年，龙湖宣布原公司执行董事、薪酬委员会成员及首席人力资源官的房晟陶先生将辞任原职，转任公司战略及人力资源管理顾问,龙湖地产与包括建设银行股份有限公司香港分行，6月龙湖地产签约入驻福建晋江，将入驻正处在改造的池店南片区。
2013年，龙湖集团营销总监邹墨远将加盟佳兆业，任总裁助理，全面负责集团营销工作。龙湖地产有限公司于四川芦山地震发生24小时内进行赈灾行动。
2014年，龙湖地产2014年战略发布会在重庆举行，由其开发的重庆首款物业APP将于3月份上线。
2017年5月16日龍湖地產夥拍合景泰富，成功以72.3億元，投得新九龍內地段第6567號的住宅用地，地盤面積10.46萬平方呎，最高樓面面積為57.55萬平方呎，每呎樓面地價達12563元。 即是尚‧珒溋 (Upper River Bank) 啟德坊2期, 九龍城沐泰街11號。
2024年4月17日，穆迪将龙湖集团的评级由“Ba1”下调至“Ba2”，高级无抵押评级从“Ba2”下调至“Ba3”，展望维持负面。

## 主要樓盤
| 項目名稱           | 項目類型                                     | 完工時間                    | 項目地點 |
| ------------------ | -------------------------------------------- | --------------------------- | --- |
| 龍湖花園           | 高層住宅                                     | 1998                        | 重慶市渝北區                                                                                                |
| 龍湖.蓝湖郡        | 別墅.排屋                                    | 2005                        | 重慶市渝北區                                                                                                |
| 龍湖.水晶酈城      | 高層住宅                                     | 2006                        | 重慶市渝北區                                                                                                |
| 龍湖.晶藍半島      | 高層住宅                                     | 2006                        | 成都市錦江區                                                                                                |
| 龍湖.滟澜山        | 別墅                                         | 2008                        | 上海市青浦區                                                                                                |
| 龍湖.滟澜山II      | 別墅                                         | 2008                        | 北京市順義區                                                                                                |
| 龍湖.北城天街      | 商業用房                                     | 2004                        | 重慶市江北區                                                                                                |
| 龍湖.三千里        | 高層住宅                                     | 2007                        | 成都市成華區                                                                                                |
| 龍湖.優山郡        | 別墅.排屋.高層住宅                           | 2007                        | 重慶市渝北區                                                                                                |
| 龍湖.觀山水        | 高層住宅                                     | 2007                        | 重慶市南岸區                                                                                                |
| 龍湖.唐宁one       | 高層住宅                                     | 2007                        | 北京市海淀區                                                                                                |
| 龍湖.睿城          | 高层住宅                                     | 2006                        | 重慶市沙坪坝区                                                                                              |
| 龍湖.香樟林别墅    | 別墅                                         | 2007                        | 重慶市渝北區                                                                                                |
| 龍湖.湖岭岸        | 別墅                                         | 2007                        | 苏州市吴中區                                                                                                |
| 龍湖.西城天街      | 商業用房                                     | 2008                        | 重慶市九龍坡區                                                                                              |
| 龍湖.滟澜山III     | 別墅                                         | 2009                        | 無錫市無錫新區                                                                                              |
| 龍湖.香醍漫步/酈城 | 別墅、高層住宅                               | 2009                        | 常州市武進區                                                                                                |
| 龍湖.东桥郡        | 別墅、高層住宅                               | 2010                        | 重慶市沙坪坝区                                                                                              |
| 龍湖.花千樹        | 別墅、高層住宅                               | 2010                        | 重慶市沙坪坝区                                                                                              |
| 龍湖.滟澜山IV      | 別墅                                         | 2010                        | 上海市青浦區                                                                                                |
| 龍湖.滟澜山V       | 別墅、高層住宅                               | 在建                        | 杭州市余杭区                                                                                                |
| 龍湖.滟澜山VI      | 別墅、高層住宅                               | 在建                        | 杭州市江干区                                                                                                |
| 重慶龍湖‧時代天街  | 別墅、高層住宅 、商业街、写字楼              | 2013                        | 重慶市渝中區                                                                                                |
| 龍湖·嘉天下        | 高端商业、金融聚集区、企业总部等现代化服务业 | 合作协议签约                | 晋江市池店南片區G2012—13号至18号地块461414平方米（692.121亩）总价为26.24亿元，折合楼面价略超2146元/平方米。 |
| 龍湖·嘉譽          | 住宅                                         | ，以17.37億元（人民幣）投得 | 廈門市集美區灌口鎮三幅地皮                                                                                  |
| 龍湖璟宸原著       | 住宅                                         | ，以6.9億元（人民幣）投得   | 湖南省長沙望城谷山地皮                                                                                      |
| 上海龍湖虹橋天街   | 別墅、高層住宅 、商业街、写字楼              | ，在建                      | 虹桥商务区                                                                                                  |
| 龍湖時代天街       | 住宅                                         | ，以以25億元（人民幣）投得  | 蘇州市高新區春蘭地                                                                                          |
| 龙湖光年           | 商业住宅、写字楼、商铺                       | 在建                        | 海南省海口市                                                                                                |